# Nasukarasuyama
Nasukarasuyama (那須烏山市 Nasukarasuyama-shi?) es una ciudad en la prefectura de Tochigi, Japón, localizada en la parte central de la isla de Honshū, en la región de Kantō. El 1 de marzo de 2021 tenía una población estimada de 24 456 habitantes y una densidad de población de 140 personas por km².

## Geografía
Nasukarasuyama se encuentra al este de la prefectura de Tochigi, unos 30-35 km al noreste de la ciudad de Utsunomiya.

## Historia
El área comenzó como jōkamachi para el Dominio Karasuyama en el período Edo, centrada en el castillo de Karasuyama, una fortificación que data del período Kamakura. El pueblo de Karasuyama se estableció con la creación del sistema de municipios el 1 de abril de 1889 y se fusionó con las aldeas vecinas de Mukada, Sakai y Nanago el 31 de marzo de 1954. La ciudad moderna se estableció el 1 de octubre de 2005 con fusión de Karasuyama y Minaminasu (ambas del distrito de Nasu).

## Demografía
Según los datos del censo japonés, la población de Nasukarasuyama ha disminuido constantemente en los últimos 30 años.
| Gráfica de evolución demográfica de Nasukarasuyama entre 1960 y 2015 |
|                                                                      |
| Oficina de Estadísticas de Japón                                     |